# Equipas UCI de 2021
Na temporada de 2021 registaram-se as seguintes equipas de ciclismo nas categorias UCI WorldTeam (máxima divisão do ciclismo em estrada a nível mundial), UCI ProTeam (segunda divisão), Continental (terceira divisão) na União Ciclista Internacional:

## UCI WorldTeams (Primeira Divisão)
Para 2021 as equipas UCI WorldTeam são 19, uma equipa menos que a edição anterior. Para esta temporada na máxima categoria mudaram de nome por rendimento de novos patrocinadores as equipas AG2R La Mondiale, Astana-Premier Tech, Bahrain Victorious, EF Education-Nippo, Greenedge Cycling, Team DSM, e o Team Qhubeka Assos. Assim mesmo, a equipa CCC Team desaparece como equipa, e em sua substituição ascende à máxima categoria a equipa Intermarché-Wanty-Gobert Matériaux.
| Nomeie                             | País                   | Código UCI |
| ---------------------------------- | ---------------------- | ---------- |
| AG2R Citroën Team                  | França                 | ACT        |
| Astana-Premier Tech                | Cazaquistão            | AST        |
| Bahrain Victorious                 | Bahrein                | TBV        |
| Bora-Hansgrohe                     | Alemanha               | BOH        |
| Cofidis, Solutions Crédits         | França                 | COF        |
| Deceuninck-Quick Step              | Bélgica                | DQT        |
| EF Education-NIPPO                 | Estados Unidos         | EFN        |
| Groupama-FDJ                       | França                 | GFC        |
| Ineos Grenadiers                   | Reino Unido            | IGD        |
| Intermarché-Wanty-Gobert Matériaux | Bélgica                | IWG        |
| Israel Start-Up Nation             | Israel                 | ISN        |
| Jumbo-Visma                        | Países Baixos          | TJV        |
| Lotto Soudal                       | Bélgica                | LTS        |
| Movistar Team                      | Espanha                | MOV        |
| Team BikeExchange                  | Austrália              | BEX        |
| Team DSM                           | Alemanha               | DSM        |
| Team Qhubeka Assos                 | África do Sul          | TQA        |
| Trek-Segafredo                     | Estados Unidos         | TFS        |
| UAE Team Emirates                  | Emirados Árabes Unidos | UAD        |

## UCI ProTeams (Segunda Divisão)
Na temporada de 2021 obtiveram a licença UCI ProTeam 19 equipas. Entraram as novas equipas Eolo-Kometa Cycling Team e Kern Pharma, todos eles ascendidos desde a categoria Continental (2 ao todo), enquanto a equipa Wanty-Gobert Cycling Team ascenderam à máxima categoria UCI WorldTeam, por outro lado, a equipa que desceu à categoria Continental foi o Riwal Securitas Cycling Team. Assim mesmo, se produziu a mudança de nome de vários das equipas pela mudança dos seus patrocinadores.
| Alpecin-Fenix               | Bélgica        | AFC |
| Androni Giocattoli-Sidermec | Itália         | ANS |
| Arkéa Samsic                | França         | ARK |
| B&B Hotels p/b KTM          | França         | BBK |
| Bardiani-CSF-Faizanè        | Itália         | BCF |
| Bingoal-WB                  | Bélgica        | BWB |
| Burgos-BH                   | Espanha        | BBH |
| Caja Rural-Seguros RGA      | Espanha        | CJR |
| DELKO                       | França         | DKO |
| Eolo-Kometa Cycling Team    | Itália         | EOK |
| Kern Pharma                 | Espanha        | EKP |
| Euskaltel-Euskadi           | Espanha        | EUS |
| Gazprom-RusVelo             | Rússia         | GAZ |
| Rally Cycling               | Estados Unidos | RLY |
| Sport Vlaanderen-Baloise    | Bélgica        | SVB |
| Team Novo Nordisk           | Estados Unidos | TNN |
| Team Total Direct Énergie   | França         | TDE |
| Uno-X Pro Cycling Team      | Noruega        | UXT |
| Vini Zabù-Brado-KTM         | Itália         | THR |

## Equipas continentais UCI (Terceira Divisão)

### Equipas africanas
| País | Nome | Código UCI |
| ---- | ---- | ---------- |
|      |      |            |

### Equipas americanas
| País | Nome | Código UCI |
| ---- | ---- | ---------- |
|      |      |            |

### Equipas asiáticas
| País | Nome | Código UCI |
| ---- | ---- | ---------- |
|      |      |            |

### Equipas europeias
| País | Nome | Código UCI |
| ---- | ---- | ---------- |
|      |      |            |

### Equipas oceânicas
| País | Nome | Código UCI |
| ---- | ---- | ---------- |
|      |      |            |